# Kanton Moulins-la-Marche
Kanton Moulins-la-Marche (francouzsky Canton de Moulins-la-Marche) byl francouzský kanton v departementu Orne v regionu Dolní Normandie. Tvořilo ho 16 obcí. Zrušen byl po reformě kantonů 2014.

## Obce kantonu
- Les Aspres
- Auguaise
- Bonnefoi
- Bonsmoulins
- Brethel
- La Chapelle-Viel
- Fay
- La Ferrière-au-Doyen
- Les Genettes
- Mahéru
- Le Ménil-Bérard
- Moulins-la-Marche
- Saint-Aquilin-de-Corbion
- Saint-Hilaire-sur-Risle
- Saint-Martin-des-Pézerits
- Saint-Pierre-des-Loges